# Malik Ayaz Abu l-Nadjm
Malik Ayaz Abu l-Nadjm ibn Aymak (mort 1057/1058) fou un esclau turc dels gaznèvides, fill d'Aymak Abu l-Nadjm, i servidor a la cort del sultà Mahmud de Gazni del que fou el favorit. La passió del sultà pel seu esclau és un tema recurrent a la poesia de la seva època on també apareix com a Ayas.
Era el guardavaixelles reial (saqi). Mahmud el va nomenar el 1021 com a sobirà de Lahore, que acabava de conquerir després d'un llarg setge. Va reconstruir i repoblar la ciutat que havia quedar seriosament damnada i despoblada. A la mort de Mahmud vno va acceptar al successor Muhammad ben Mahmud (1030) i amb altres nobles va fugir de Gazni per unir-se a l'altre germà pretendent Masud I ben Mahmud (1030-1040) sota el qual va continuar gaudint del favor del sobirà.
Ahmad ibn Hasan Maymandi el va recomanar per ser governador de Rayy, però el sultà va decidir que no estava prou capacitat per manca d'experiencia. Però més tard fou governador de Kusdar i Kirman. Segon Ibn al-Athir va morir el 1057/1058. La seva tomba es conserva a Lahore i una altra tomba anomenada d'Ayaz prop de Mashad correspon de fet al governador gaznàvida Arslan Djadeb